# Nomada basalis
Nomada basalis is een vliesvleugelig insect uit de familie bijen en hommels (Apidae). De wetenschappelijke naam van de soort is voor het eerst geldig gepubliceerd in 1839 door Herrich-Schäffer.